# Straßenlauf-Länderkampf der Männer 1968 Niederlande – BR Deutschland – Schweiz
| 2. Leichtathletik-Länderkampf mit bundesdeutscher Beteiligung 1968       | 2. Leichtathletik-Länderkampf mit bundesdeutscher Beteiligung 1968 |
| ------------------------------------------------------------------------ | ------------------------------------------------------------------ |
|                                                                          |                                                                    |
| Straßenlauf-Vergleich der Männer: Niederlande – BR Deutschland – Schweiz |                                                                    |
| Austragungsort                                                           | Beek                                                               |
| Wettbewerbe                                                              | 1                                                                  |
| Datum                                                                    | 26. Mai                                                            |
| 1. FRG 2. NLD 3. SUI                                                     | 8:05:49,0 h 8:24:37,8 h 8:34:38,4 h                                |
| Chronik                                                                  |                                                                    |
| ← SUI-FRG Geher (M)                                                      | FRG-GBR-CSK Geher (M) →                                            |

Im zweiten Vergleich des Länderkampfjahres 1968 wurde der sechste Straßenlauf-Länderkampf zwischen den drei Nationen Bundesrepublik Deutschland, Niederlande und Schweiz veranstaltet. Die Begegnung wurde am 26. Mai in der niederländischen Gemeinde Beek ausgetragen. Die ersten fünf Aufeinandertreffen seit 1963, als Luxemburg als vierte Nation dabei gewesen war, hatte das bundesdeutsche Team für sich entschieden. Die Niederlande hatten von 1963 bis 1965 sowie 1967 jeweils den zweiten Platz belegt.

## Wettbewerbe und Modus
In diesem Jahr waren mehr Läufer beteiligt als in den vorangegangenen Begegnungen Jede Nation stellte nicht vier, sondern sechs Läufer, von denen nun die vier Besten über die Addition ihrer Zeiten gewertet wurden.

## Ergebnis
Mit den Plätzen eins und zwei sowie vier und fünf dominierten die bundesdeutschen Läufer den Wettbewerb und lagen damit auch hier in der Gemeinde Beek wieder klar vorne. Mit einem Rückstand von fast neunzehn Minuten kam die Niederlande wieder auf den zweiten Platz. Etwas mehr als weitere zehn Minuten dahinter belegte die Schweiz den Rang drei.

### 30-km-Straßenlauf
| Platz | Athlet                        | Land | Zeit (h)  |
| ----- | ----------------------------- | ---- | --------- |
| 01    | Hubert Riesner                | FRG  | 1:36:50,2 |
| 02    | Manfred Steffny               | FRG  | 1:36:52,8 |
| 03    | Aad Steylen                   | NLD  | 1:37:01,6 |
| 04    | Karl-Heinz Sievers            | FRG  | 1:37:17,2 |
| 05    | Wolfgang Fricke               | FRG  | 1:37:22,6 |
| 06    | Josef Gwerder                 | SUI  | 1:37:22,6 |
| 07    | Friedrich-Wilhelm Wiggershaus | FRG  | 1:37:26,2 |
| 08    | Wim Hol                       | NLD  | 1:37:43,2 |
| 09    | Karl-Heinz Speckmann          | FRG  | 1:38:45,6 |
| 10    | Alois Gwerder                 | SUI  | 1:41:15,4 |
| 11    | Hans van Kasteren             | NLD  | 1:41:35,2 |
| 12    | O. Leupi                      | SUI  | 1:41:57,6 |
| 13    | J. Kijnen                     | NLD  | 1:44:08,8 |
| 14    | Rudi Mol                      | NLD  | 1:44:09,0 |
| 15    | Heinz Hasler                  | SUI  | 1:45:45,8 |
| 16    | W. Zürcher                    | SUI  | 1:48:17,0 |
| 17    | G. Hugentobler                | SUI  | 1:49:12,6 |
| 18    | L. Vink                       | NLD  | 1:53:34,0 |